# خرسانة رومانية

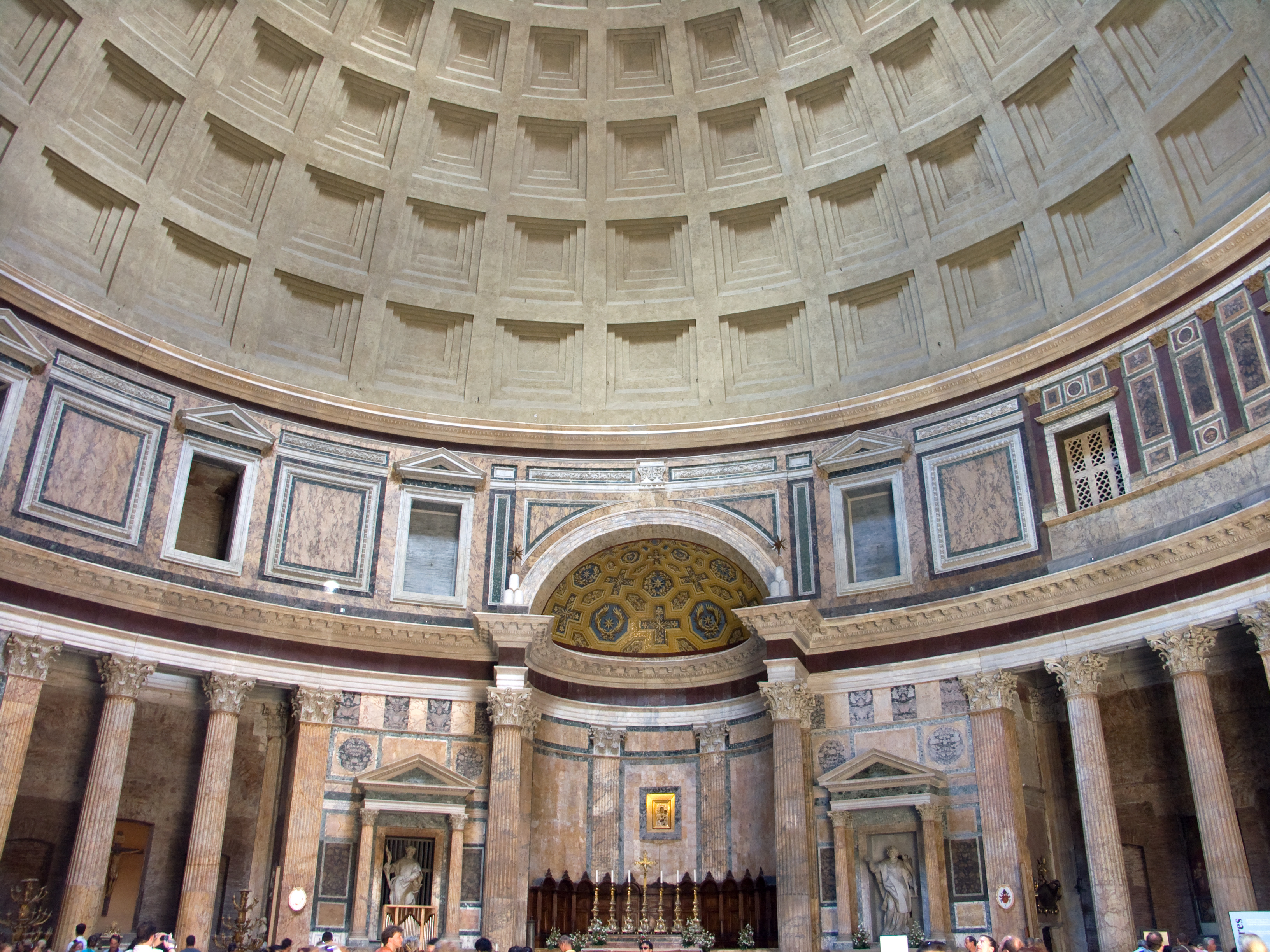
قبة البانثيون في روما، وهي مثال على البناء بالخرسانة الرومانية.

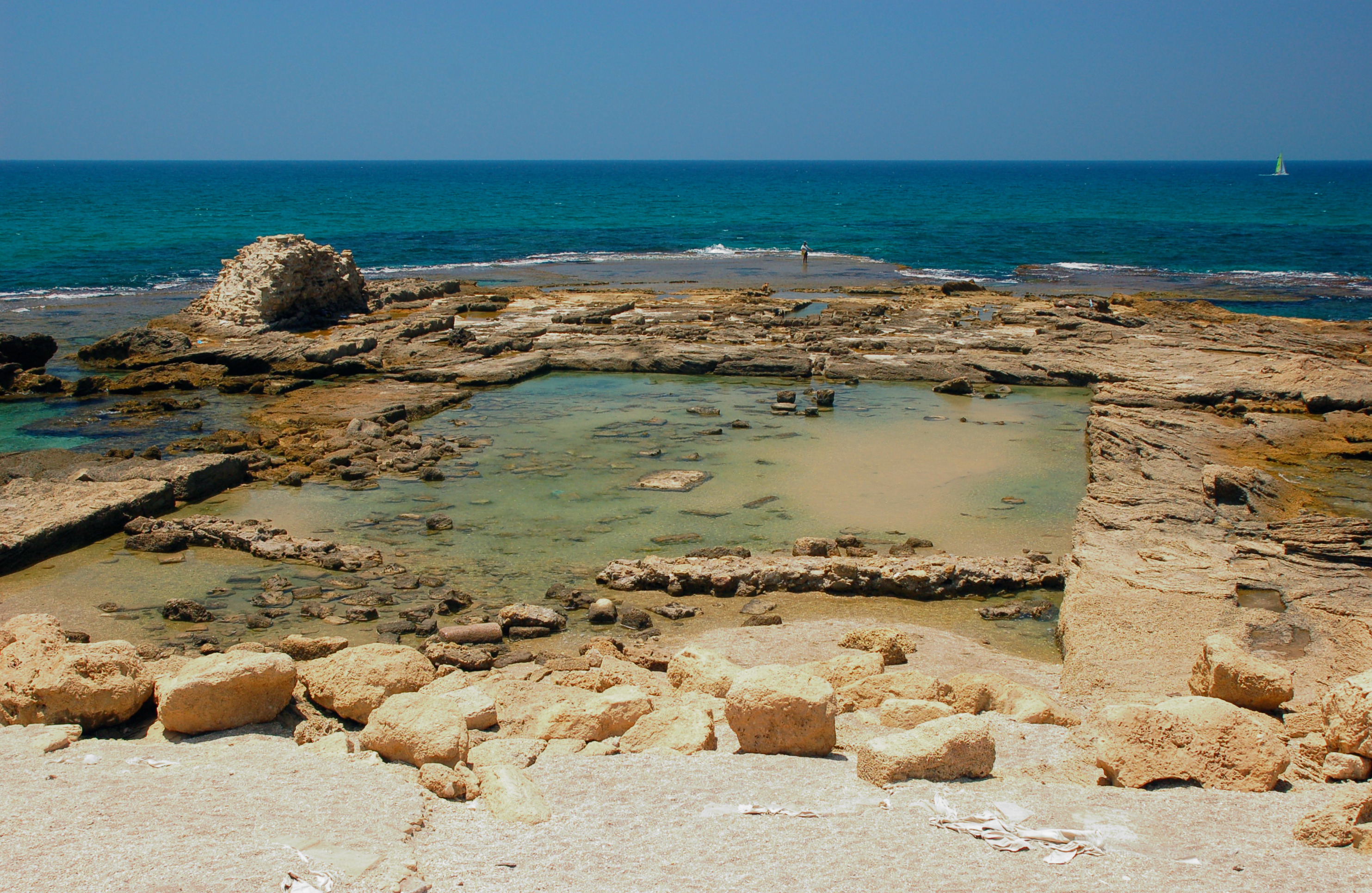
قيسارية، هي أقدم مثال معروف لاستخدام تقنية الخرسانة الرومانية تحت الماء على نطاق كبير.

الخرسانة الرومانية (باللاتينية: Opus caementicium)، هي مادة اُستخدمت في البناء خلال الفترة المتأخرة للجمهورية الرومانية حتى تضاؤل الامبراطورية الرومانية. كانت الخرسانة الرومانية تقوم على الأسمنت الهيدروليكي، وقد تم الاكتشاف بالآونة الأخيرة أن هذا النوع من الخرسانة يختلف بعدة أمور عن الخرسانة الحديثة المبنية على الأسمنت البورتلاندي، كما تُعتبر الخرسانة الرومانية متينة نظرًا لدمجها بالرماد البركاني، الذي يمنع من انتشار الشقوق. لقد ساهمت التطورات المبتكرة في هذه المادة، والتي سُميت ثورة الخرسانة، في أشكال معقدة هيكليًا، مثل قبة البانتيون، أكبر وأقدم قبة خرسانية غير مُسلحة في العالم.
كانت الخرسانة الرومانية تُغلف عادةً بالحجر أو الطوب، كما كان يمكن تزيين الديكورات الداخلية بالجص أو اللوحات الجصية أو ألواح رقيقة من الرخام الملون. وكانت تتكون من الركام والاسمنت، كما هو بالخرسانة الحديثة، إلا أنها تختلف في أن قطع الركام كانت عادة أكبر بكثير مما هو بالخرسانة الحديثة.
لا يُعرف متى تم البدء باستخدام هذه الخرسانة وتطويرها بالضبط، إلا إنه من الواضح أن الاستخدام المُعتاد لها كان ابتداءاً من 150 ق.م، إلا أن بعض الباحثين يعقتدون بأنها قد اُستخدمت قبل قرن من ذلك.

## وصلات خارجية
- العمارة الرومانية | الباحثون السوريون
- الخرسانة الرومانية نسخة محفوظة 28 سبتمبر 2011 على موقع واي باك مشين.
- سميثسونيان: أسرار مباني روما القديمة نسخة محفوظة 3 نوفمبر 2013 على موقع واي باك مشين.
- أسرار مباني روما القديمة
- تطبيقات الرماد المتطاير | لافارج